# La Haye-du-Puits
La Haye-du-Puits là một xã thuộc tỉnh Manche trong vùng Normandie tây bắc nước Pháp. Xã này nằm ở khu vực có độ cao trung bình 37 mét trên mực nước biển.